# Txussovaia
El Txussovaia - Чусовая (rus) - és un tributari del riu Kama, a la Rússia europea. Té una llargària de 592 km i s'estén per una conca de més de 23.000 km². Passa pel krai de Perm, per l'óblast de Sverdlovsk i de Txeliàbinsk.
El Txussovaia flueix cap a l'embassament del Kama. Les seves crescudes normalment són de mitjans d'abril a mitjans de juny. Es glaça entre finals d'octubre a principis de desembre, i està sota el gel fins a mitjan abril o les primeres setmanes de maig.
Els seus afluents principals són el Mejevaia Utka, el Serebrianka, el Koiva, l'Usva, el Revdà i el Lisva. Les ciutats més importants a la vora del Txussovaia són Perm i Txussovoi.
El Txussovaia és famós per les roques gegantesques al llarg de les seves ribes; poden arribar a ser perilloses per als vaixells en les crescudes de primavera i la gent local les anomena boitsí (lluitadors).